# Rio Chalaua
Chalaua (em haúça: Kogin Challawa) é um rio do norte da Nigéria, afluente do rio Cano. Seus afluentes são Magaga, Cogania, Cuacua, Jare e Maraxi. Entre 1990-1992, foi construída barragem em Chalaua, usada essencialmente para abastecimento de água de Cano.